# Notodiscus hookeri
Espèce
Synonymes
- Helix hookeri Reeve, 1854 - protonyme[2]

Notodiscus hookeri est une espèce d'escargots terrestres de petite taille, un mollusque gastéropode de la famille des Charopidae. Cet escargot vit sur les îles de la région subantarctique. La particularité de sa coquille, unique parmi les escargots terrestres, est que la partie organique ne contient pas de chitine.

## Taxonomie
Cette espèce a été décrite sous le nom de Helix hookeri par le naturaliste anglais Lovell Augustus Reeve en 1854. Le nom spécifique hookeri célèbre le botaniste anglais Joseph Dalton Hooker, qui a recueilli cet escargot lors de l'expédition en Antarctique dirigée par James Clark Ross.
Henry Augustus Pilsbry a classé cette espèce comme Helix hookeri en 1887, ou dans le genre Amphidoxa comme Amphidoxa hookeri au sein de la famille des Endodontidae en 1894.
Alan Solem a également classé cette espèce dans la famille des Endodontidae en 1968.
Une sous-espèce, Notodiscus hookeri heardensis Dell, 1964, été identifiée à Heard Island.

## Distribution
Notodiscus hookeri a une large distribution dans la région subantarctique. C'est la seule espèce de gastéropodes terrestres indigènes qu'on trouve dans les îles de l'océan Indien Sud, ainsi que dans celles de l'océan Atlantique Sud.
- Îles Crozet[3] Notodiscus hookeri est le seul escargot terrestre parmi une cinquantaine d'espèces d'invertébrés autochtones des îles Crozet.
- Îles Kerguelen
- Île Heard
- Îles-du-Prince-Édouard
- Géorgie du Sud [3]

Notodiscus hookeri n'est pas une espèce en voie de disparition ou protégée.

## Description de la coquille

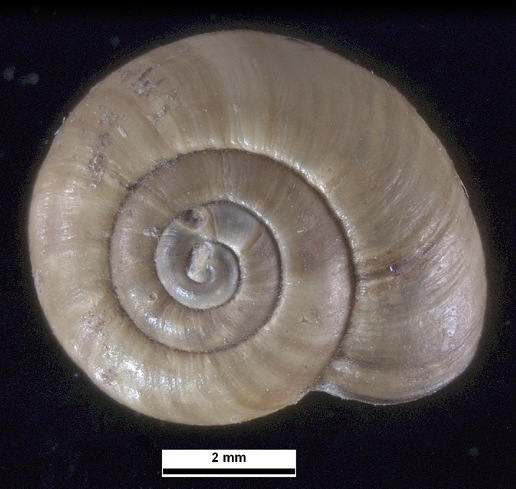
Vue apicale de la coquille d'un escargot Notodiscus hookeri heardensis.

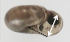
Vue de l'ouverture d'une coquille de Notodiscus hookeri.

La croissance de la coquille ne cesse pas à la maturité sexuelle, mais ralentit considérablement, les plus grosses coquilles mesurent 7,5–7,7 mm.
De larges variations intraspécifiques de la morphométrie des coquilles ont été observées pour cette espèce sur l'île de la Possession.

## Écologie
Cet escargot terrestre est une espèce grégaire qui vit sous les pierres humides, les mousses et la végétation humide. Il est cependant également répandu dans les zones ouvertes de fell-fields, qui se caractérisent par une couverture végétale très faible. Cet escargot vit dans des écosystèmes relativement simples, en raison des conditions environnementales difficiles des îles subantarctiques.

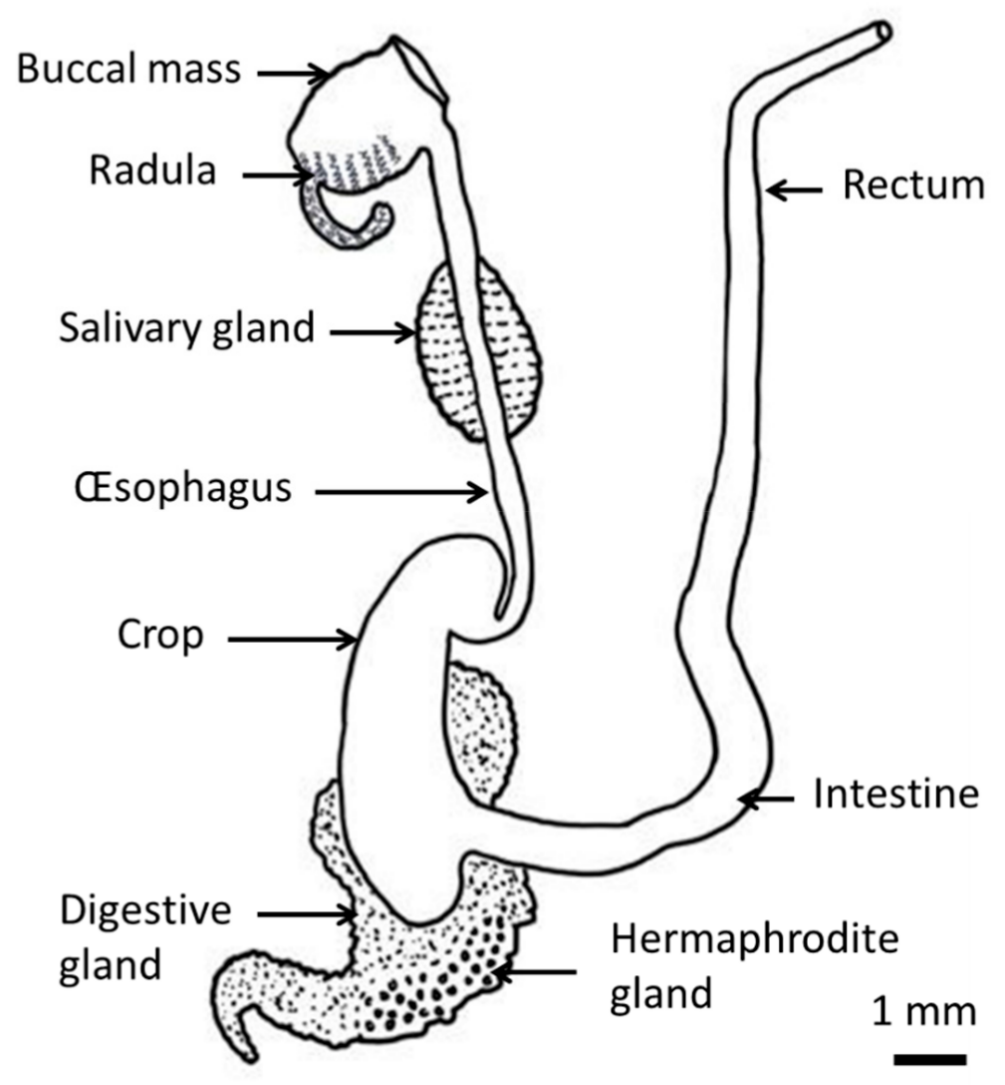
Système digestif de Notodiscus hookeri.

Notodiscus hookeri se nourrit exclusivement de lichens comme Orceolina kerguelensis, Usnea taylorii et Pseudocyphellaria crocata. Notodiscus hookeri apparaît comme un prédateur généraliste de lichens, capable de consommer des lichens contenant des métabolites toxiques.
Les nouveau-nés ont une largeur de coquille à l'éclosion inférieure à 2,0 mm. Les juvéniles ont une largeur de coquille d'environ 2,0-4,0 mm et pour les adultes supérieure à 4,0 mm.
La biologie de cette espèce est mal connue.

## Philatélie
Notodiscus hookeri a été représenté sur un timbre postal de 0,60 € émis par les Terres Australes et Antarctiques Françaises en 2012.